# Alphitonia
Alphitonia, biljni rod od desetak vrsta grmova i drveća iz porodice pasjakovki raširen po jugoistočnoj Aziji, Polineziji i Australiji.

## Vrste
1. Alphitonia carolinensis Hosok.
2. Alphitonia excelsa (Fenzl) Reissek ex Benth.
3. Alphitonia ferruginea Merr. & L.M.Perry
4. Alphitonia franguloides A.Gray
5. Alphitonia incana (Roxb.) Teijsm. & Binn. ex Kurz
6. Alphitonia macrocarpa Mansf.
7. Alphitonia marquesensis F.Br.
8. Alphitonia neocaledonica (Schltr.) Guillaumin
9. Alphitonia oblata A.R.Bean
10. Alphitonia petriei Braid & C.T.White
11. Alphitonia philippinensis Braid
12. Alphitonia pomaderroides (Fenzl) A.R.Bean
13. Alphitonia ponderosa Hillebr.
14. Alphitonia whitei Braid
15. Alphitonia zizyphoides (Biehler) A.Gray